# Fenneropenaeus konkani
Fenneropenaeus konkani is een tienpotigensoort uit de familie van de Penaeidae. De wetenschappelijke naam van de soort is voor het eerst geldig gepubliceerd in 2003 door Chanda & Bhattacharya.